# توراكو أسود المنقار
توراكو أسود المنقار (الاسم العلمي: Tauraco schuetti) (بالإنجليزية: Black-billed Turaco)‏ هو نوع من الطيور يتبع جنس التوراكو من فصيلة آكلات الموز.